# ブライアン・デヴィソン
ブライアン・デヴィソン（Brian "Blinky" Davison、1942年5月25日 - 2008年4月15日）は、イングランドのドラマー。

## 略歴
イングランド・レスター出身。イギリスでスキッフル・ブームが起こった1950年代後半から様々な学生バンドで活動。1962年にザ・ロッカー・シェイカーズに加入。ザ・ロッカー・シェイカーズは、新しいボーカリストのジョン・アルバート・アードレイを迎えてザ・マーク・リーマン・ファイヴと改名し、プロデューサーのジョー・ミークに見出されデモ録音を始め、1963年には11曲入りデモ・アルバムを制作した。彼等は、ロンドンのパトニー・ボールルームでマンフレッド・マンの前座を務めるようになり、マンフレッド・マンに気に入られてマーキー・クラブでの前座を頼まれたほか、デヴィッド・ボウイを育てたマネージャーのケン・ピットに紹介されて契約した。そして1965年1月に、マンフレッド・マンのポール・ジョーンズをプロデューサーに迎えてデビュー・シングル「Portland Town」を制作して、マンフレッド・マンが所有するマンフレディスクから発表した。しかし6月にフロント・マンのマーク・リーマンことアードレイを交通事故で失い、新しいボーカリストを迎えて活動を続けようとしたものの、翌1966年7月に解散。デヴィソンはザ・ハビッツ、ザ・マイク・コットン・バンド、ザ・シン、ジ・アタックを転々とした。
1967年8月、女性シンガーのP.P.アーノルドの「パット・アーノルド・アンド・ザ・ナイス」の2代目ドラマーに就任。ほどなくザ・ナイスはアーノルドから独立して、キース・エマーソン (キーボード)、リー・ジャクソン (ベース)、デヴィッド・オリスト (ギター)、デヴィソンの4人編成で活動。1968年1月にデビュー・アルバムを発表し、過激なライブ・パフォーマンスで次第に知名度を上げていった。10月にはエマーソン、ジャクソン、デヴィソンの3人編成になり、さらに5作のアルバムを残した。
1970年4月、ザ・ナイス解散。デヴィソンは、グラハム・ベル（ボーカル）、アラン・カートライト（ベース）、ジェフリー・ピーチ（サクソフォーン、フルート）、ジョン・ヘドリー（ギター）と「エヴリ・ウィッチ・ウェイ」を結成し、同年10月にカリスマ・レコードからデビュー・アルバム『ブライアン・デヴィソンズ・エヴリ・ウィッチ・ウェイ』を発表。しかしデヴィソンとベルとの間に音楽上の対立が生じて、ベルが脱退。次いでヘドリーも脱退したので、エヴリ・ウィッチ・ウェイは1971年の春先に解散した。
1973年、スイス出身のキーボード奏者のパトリック・モラーツ、ジャクソンとキーボード・トリオ「レフュジー」を結成。1973年12月2日にロンドンで初公演を行いデビュー。翌1974年4月にデビュー・アルバム『レフュジー』を発表した。しかし同月8月末、モラーツがリック・ウェイクマンの後任としてイエスに加入するために脱退したので、レフュジーは解散した。エマーソンは自伝の中でモラーツの突然の脱退を指して「せっかく二人を紹介したのにモラーツは身勝手だった」と批判している。
レフュジー解散後、ゴングに短期間参加するも、やがて音楽ビジネスから身を引いた。
後年はビディフォード大学にて音楽講師として後進の指導に晩年まで尽力した。2002年には、エマーソン、ジャクソンと「キース・エマーソン&ザ・ナイス」の名義で32年ぶりに再結成ライブを行ない、2003年にライブ・アルバム『ヴィヴァシタス - ライヴ・アット・グラスゴー 2002』を発表した。
2008年4月15日、ビディフォード大学から程近いホーンズ・クロス、デヴォンの自宅にて病気で他界した。享年65歳。

## ディスコグラフィ

### マーク・リーマン・ファイヴ
シングル
- Portland Town/Gotta get myself together（1965年）
- Blow my blues away/On the horizon（1965年）
- Forbidden Fruit/Going To Bluesville（1966年）
- Follow me/Gather Up The Pieces（1966年）

アルバム
- Rhythm and Blues Plus!（1963年）

### ザ・ナイス
- ナイスの思想　The Thoughts of Emerlist Davjack（1967年）
- 少年易老学難成　Ars Longa Vita Brevis（1968年）
- ジャズ+クラシック/ロック=ナイス　Nice（1969年）
- ファイヴ・ブリッジズ　Five Bridges（1970年）
- エレジー　Elegy（1971年）
- オータム'67 – スプリング'68　Autumn '67 – Spring '68（1972年）
- ヴィヴァシタス - ライヴ・アット・グラスゴー 2002　Vivacitas（2003年）[注釈 9]

### エヴリ・ウィッチ・ウェイ
- ブライアン・デヴィソンズ・エヴリ・ウィッチ・ウェイ　Brian Davison's Every Which Way（1970年）

### レフュジー
- レフュジー　Refugee（1974年）
- ライヴ・イン・コンサート：ニューキャッスル・シティ・ホール1974　Live in Concert Newcastle City Hall 1974（2007年）
- Refugee & Refugee Live In Concert 1974（2010年）